# 菲泽尔
菲泽尔，是匈牙利包尔绍德-奥包乌伊-曾普伦州所辖的一个村。总面积37.50平方公里，总人口470，人口密度12.5人/平方公里（2011年1月1日）。